# パーヴォ・リッポネン
パーヴォ・タピオ・リッポネン（フィンランド語: Paavo Tapio Lipponen [ˈpɑːʋo ˈlipːonen] ( 音声ファイル)、1941年4月23日 - ）は、フィンランドの政治家、元ジャーナリスト。1995年から8年間首相を、1993年から12年間にわたってフィンランド社会民主党 (SDP) の党首をそれぞれ務めた。また、2003年から07年までエドゥスクンタ（国会）議長も務めた。

## 来歴
トゥルトラ（現在のペッロ）で父・オルヴォ・リッポネンと母・ヒルッカ・イーッサロとの間に生まれた。パーヴォの母方の祖父母、ジャッコ・アンテロ・イングマン/イーッサロはカール・グスタフ・エミール・マンネルヘイムと遠戚関係にあった。パーヴォはクオピオで幼少期と青春時代を過ごした。
1959年にクオピオ市内の高校からギムナジウムの卒業証書を受け取り、それから1年間ダートマス大学で哲学と文学を学んだ。フィンランドへ帰国した直後にヘルシンキへ引越し、1971年にヘルシンキ大学から国際政治学の修士号を取得した。また、1963年から1965年まで同国で由緒ある学生新聞「イリオッピラスレフティ」の記者を務め、1965年から67年までフィンランド国営放送 (YLE) のフリーランス記者になった。その間、リッポネンはいろいろな物議を醸す文を書き、エストニアの亡命者らの怒りを買った  。
フィンランドの外交官、アルポ・ルシは著書「Vasemmalta ohi」のなかで、リッポネンが1969年から旧東ドイツの秘密警察シュタージへの協力をしていたと指摘している。それによると、彼のコードネームはMungo XV/326/71だった。リッポネンは2008年のインタビューでこの指摘について「東ドイツに操られていた」と語った。この噂により、彼はシュタージへの関与が指摘される人物を列挙したティティーネン・リストにその一人として記載された。また、別の名でソ連国家保安委員会 (KGB) にも関与していたともルシは指摘している。
1967年から1979年の間、リッポネンはフィンランド社会民主党でさまざまな職を務めた。しかし、その間に彼の所信が変わり、1978年の演説では自身の社会主義の信念は潰えたと言い放った。
彼が初めて政界の脚光を浴びたのは1979年から82年の間、当時首相だったマウノ・コイヴィストの秘書を務めていたときだった。多忙な首相の代理としてよく登場したので、間もなくヴァラ＝マヌ（マヌの代理の意、マヌ (Manu) とはマウノ (Mauno) の短縮形）と呼ばれるようになった。
1983年から87年、91年から2007年の間はエドゥスクンタ（フィンランド国会）議員を務めた。1993年、当時社民党の党首だったウルフ・サンドゥキヴィストに大規模な詐欺疑惑がかけられ有罪判決が出ると、リッポネンは次期党首に選出された。そして1995年の選挙で党を勝利に導き、右から左までの五政党から成る連立政権を組んだ。政権の主要課題は失業者の減少だったが、彼の経済施策は右寄りなものだった。EUの明確なビジョンと自国の緊縮財政を受け、内閣はEUの通貨統合を決め、1999年に国内でユーロが導入された。これにより、対外貿易は1995年から99年にかけての欧州の平均より増えた。
1999年の議会選挙で社民党は敗北したが、議会第一党の座は守った。連立内閣は改造され、第二次リッポネン内閣になった。また、フィンランドがEUの議長国になった6ヶ月間にはEUの統合を主導し、拡大政策を進めた。また、2000年に行ったベルギー、ブルッヘでの演説では欧州憲法の概念を引用した。
2003年の選挙では勝ったが、フィンランド中央党がそれ以上の議席を獲得し社民党と国民連合党から成る連立政権は終焉を迎えた。中央党のアンネリ・ヤーテンマキ党首が新内閣を発足させ、リッポネンは国会議長に就任した。その後、2005年にリッポネンは党首を引退しエーロ・ヘイナルオマに引き継がせ、2007年には国会議長の職も退いた。
南オセチア紛争が続いていた2008年8月15日、ロシアのガス供給計画「ノルド・ストリーム」はリッポネンとコンサルティング契約を結んだと発表した。それによると、彼は環境アセスメントの必要性を訴えフィンランド国内でのアセスメントを許可した。彼はフィンランドの行政とエネルギー部門内の意思決定を行う所の専門技術を基に、独自の協議を提供している。
2008年10月には雑誌の論説でグルジア問題についてのロシアの対応とヨーロッパのロシア産天然ガスへの依存を警告した。そのなかで、フィンランドとドイツの多くの政治家がエネルギーの安全と気候という二大原則を両方壊すとして原子力発電に反対していることを批判した。

## 私生活
リッポネンは水球の愛好家で、支援者でもある。現在は二番目の妻、パイヴィ・リッポネン（旧姓ヒルトゥネン）と同棲しており、三人の子供を儲けている。